# البخيل المعرفي
في علم النفس، يعتبر العقل البشري بخيلًا معرفياً بسبب ميل الإنسان إلى التفكير وحل المشكلات بطرق أبسط وأقل جهدًا بدلاً من الطرق الأكثر تعقيداً جهداً بغض النظر عن ذكائه. وكما يسعى البخيل إلى تجنب إنفاق المال، فإن العقل البشري غالبا ما يسعى إلى تجنب إنفاق الجهد المعرفي. نظرية البخل المعرفي هي نظرية شاملة للإدراك تجمع بين الأبحاث السابقة حول الاستدلال والتحيزات الإسنادية لشرح متى ولماذا يكون الناس بخلاء معرفيين.

## افتراض
تفترض استعارة البخيل المعرفي أن العقل البشري محدود في الوقت والمعرفة والإنتباه والموارد المعرفية. عادة لا يفكر الناس بعقلانية أو بحذر، بل يستخدمون الاختصارات المعرفية للتوصل إلى استنتاجات وإصدار أحكام. تتضمن هذه الاختصارات استخدام المخططات والنصوص والصور النمطية وغيرها من الاستراتيجيات الإدراكية المبسطة بدلاً من التفكير الدقيق. على سبيل المثال، يميل الناس إلى تقديم استدلالات متطابقة ومن المرجح أن يعتقدون أن السلوكيات يجب أن تكون مرتبطة بخصائص مستقرة أو تمثلها.

## خلفية

### عالم ساذج ونظرية إسناد
قبل نظرية فيسك وتايلور البخيل المعرفي، كان النموذج السائد للإدراك الاجتماعي هو العالم الساذج. تم اقتراح هذه النظرية لأول مرة في عام 1958 من قبل فريتز هايدر في علم نفس العلاقات الشخصية ، وتنص على أن البشر يفكرون ويتصرفون بعقلانية نزيهة بينما ينخرطون في عمليات تفكير مفصلة ودقيقة لكل من الإجراءات المعقدة والروتينية. وبهذه الطريقة، كان يُعتقد أن البشر يفكرون مثل العلماء، وإن كانوا ساذجين، ويقيسون ويحللون العالم من حولهم. ومن خلال تطبيق هذا الإطار على عمليات التفكير البشري، يسعى العلماء الساذجون إلى تحقيق الاتساق والاستقرار الذي يأتي من رؤية متماسكة للعالم والحاجة إلى التحكم البيئي.
ومن أجل تلبية هذه الاحتياجات، يقوم العلماء الساذجون بإسنادها. وهكذا، ظهرت نظرية الإسناد من دراسة الطرق التي يقيم بها الأفراد العلاقات والآليات السببية. من خلال دراسة الإسناد السببي، بقيادة هارولد كيلي وبرنارد وينر من بين آخرين، بدأ علماء النفس الاجتماعي في ملاحظة أن الأشخاص يظهرون بانتظام العديد من التحيزات الإسنادية بما في ذلك على سبيل المثال لا الحصر خطأ الإسناد الأساسي .
كان لدراسة الإسناد تأثيران، فقد خلقت مزيداً من الاهتمام باختبار العالم الساذج وفتحت موجة جديدة من أبحاث علم النفس الاجتماعي التي شككت في قوتها التفسيرية. ساعد هذا التأثير الثاني في إرساء الأساس لبخيل فيسك وتايلور المعرفي.
ومن ناحية أخرى، من وجهة نظر ليبمان، يتم إخبار الناس عن العالم قبل أن يرونه. إن سلوك الناس لا يعتمد على المعرفة المباشرة والمؤكدة، بل على الصور التي تصنع لهم أو تعطى لهم. ومن ثم، فإن تأثير العوامل الخارجية لا يمكن إهماله في تشكيل الصور النمطية للناس. "إن التأثيرات الأكثر دقة والأكثر انتشاراً هي تلك التي تخلق وتحافظ على مجموعة من الصور النمطية." وهذا يعني أن الناس يعيشون في عالم مستعمل مع واقع وسيط، حيث يمكن إنشاء النموذج المبسط للتفكير (أي الصور النمطية) والحفاظ عليه بواسطة قوى خارجية. اقترح ليبمان أن الجمهور "لا يمكن أن يكون حكيماً"، لأنه يمكن تضليلهم بسهولة من خلال الواقع المبسط للغاية والذي يتوافق مع الصور الموجودة مسبقاً في ذهنهم، وأي اضطراب في الصور النمطية الموجودة سيبدو وكأنه "هجوم على أساس الكون".
على الرغم من أن ليبمان لم يحدد بشكل مباشر مصطلح البخيل المعرفي ، إلا أن الصور النمطية لها وظائف مهمة في تبسيط عملية تفكير الناس. كتبسيط معرفي، فهو مفيد للإدارة الاقتصادية الواقعية، وإلا فسوف يغرق الناس في تعقيد المبررات الحقيقية. أصبحت الصورة النمطية، كظاهرة، موضوعاً قياسياً في علم الاجتماع وعلم النفس الاجتماعي.

### الاستدلال
الكثير من نظرية البخيل المعرفي مبنية على العمل المنجز على الاستدلال في الحكم وصنع القرار ، وأبرزها نتائج عاموس تفرسكي ودانيال كانيمان المنشورة في سلسلة من المقالات المؤثرة. يمكن تعريف الاستدلال على أنه "الطرق المختصرة للحكم التي توصلنا عمومًا إلى المكان الذي نحتاج إلى الذهاب إليه
وبس عة ولكن على حساب إبعادنا عن المسار أحياناً." أظهر كانيمان وتفرسكي في عملهما أن الناس يعتمدون على أنواع مختلفة من الاستدلالات أو الاختصارات العقلية من أجل توفير الوقت والطاقة العقلية  ومع ذلك، عند الاعتماد على الاستدلال بدلاً من التحليل التفصيلي، مثل معالجة المعلومات التي يستخدمها عالم هايدر الساذج، فمن المرجح أن تحدث معالجة متحيزة للمعلومات. بعض هذه الاستدلالات تشمل:
- الاستدلال التمثيلي (الميل إلى تخصيص سمات محددة للفرد كلما زاد تطابقه مع النموذج الأولي لتلك المجموعة).[13]
- التوفر الإرشادي (الميل إلى الحكم على احتمالية حدوث شيء ما بسبب سهولة التفكير في أمثلة على حدوث ذلك الحدث) [6][13]
- الإرساء والتعديل الإرشادي (الميل إلى تضخيم أهمية وتأثير جزء أولي من المعلومات، ثم تعديل إجابة الشخص بعيدًا عن هذا المرساة).[15]

إن التكرار الذي وجد به كانيمان وتفيرسكي وغيرهما من الباحثين في الإسناد أن الأفراد استخدموا اختصارات عقلية لاتخاذ القرارات والتقييمات أرسى أساساً مهماً للفكرة الشاملة القائلة بأن الأفراد وعقولهم يتصرفون بكفاءة بدلاً من التصرف بشكل تحليلي.

## نظرية البخل المعرفي
لقد أنهت موجة الأبحاث التي أجراها كانيمان وتفرسكي وآخرون حول التحيزات الإسناديّة هيمنة عالم هايدر الساذج في علم النفس الاجتماعي. قدم فيسك وتايلور، بناءً على انتشار الاستدلال في الإدراك البشري، نظريتهما عن البخيل المعرفي. إنها، من نواحٍ عديدة، نظرية موحدة لاتخاذ القرار المخصص، والتي تشير إلى أن البشر ينخرطون في عمليات تفكير حكيمة اقتصادياً بدلاً من التصرف مثل العلماء الذين يزنون بيانات التكلفة والفوائد بشكل عقلاني، ويختبرون الفرضيات، ويحدثون التوقعات بناءً على النتائج. من التجارب المنفصلة التي تمثل أفعالنا اليومية. بعبارة أخرى، يميل البشر أكثر إلى التصرف كبخل معرفي باستخدام طرق عقلية مختصرة لإجراء التقييمات واتخاذ القرارات بشأن القضايا والأفكار التي لا يعرفون عنها إلا القليل، بما في ذلك القضايا ذات الأهمية الكبيرة. يجادل فيسك وتايلور بأنه من العقلاني التصرف كبخيل معرفي بسبب الحجم الهائل وكثافة المعلومات والمحفزات التي يتناولها البشر. ونظراً لقدرات الأفراد المحدودة على معالجة المعلومات، يحاول الناس اعتماد استراتيجيات تقتصد في حل المشاكل المعقدة. عادة ما يتصرف البخلاء المعرفيون بطريقتين: تجاهل جزء من المعلومات لتقليل العبء المعرفي لديهم، أو الإفراط في استخدام نوع ما من المعلومات لتجنب عبء العثور على المزيد من المعلومات ومعالجتها.
يجادل علماء النفس الآخرون أيضًا بأن النزعة البخيلة معرفياً لدى البشر هي السبب الرئيسي لكون "البشر في كثير من الأحيان أقل عقلانية". يرى هذا الرأي أن التطور جعل تخصيص الدماغ واستخدام الموارد المعرفية أمرًا محرجاً للغاية. المبدأ الأساسي هو توفير الطاقة العقلية قدر الإمكان، حتى عندما يتطلب الأمر "استخدام رأسك". وما لم تلبي البيئة المعرفية معايير معينة، سنحاول افتراضياً تجنب التفكير قدر الإمكان.

## تداعيات
تثير الآثار المترتبة على هذه النظرية أسئلة مهمة حول كل من الإدراك والسلوك البشري. بالإضافة إلى تبسيط الإدراك في المهام التحليلية المعقدة، يتم استخدام منهج البخل المعرفي أيضًا عند التعامل مع القضايا غير المألوفة والقضايا ذات الأهمية الكبيرة.

### سياسة
إن سلوك التصويت في الديمقراطيات يشكل ساحة يعمل فيها البخيل المعرفي. إن التصرف كبخيل معرفي يجب أن يقود أولئك الذين لديهم خبرة في مجال ما إلى معالجة معلومات أكثر كفاءة وتبسيط عملية اتخاذ القرار. ومع ذلك، كما لاحظ لاو وريدلاوسك، فإن التصرف كبخيل معرفي يستخدم الاستدلال يمكن أن يؤدي إلى نتائج مختلفة تمامًا بالنسبة للناخبين ذوي المعلومات العالية والناخبين ذوي المعلومات المنخفضة . لقد كتبوا، "... يتم استخدام الاستدلال المعرفي في بعض الأحيان من قبل جميع الناخبين تقريبًا، ومن المرجح أن يتم استخدامه بشكل خاص عندما يكون موقف الاختيار الذي يواجه الناخبين معقداً، الاستخدام الاستكشافي بشكل عام يزيد من احتمال التصويت الصحيح من قبل السياسيين الخبراء ولكنه يقلل من احتمالية التصويت الصحيح من قبل المبتدئين." في الديمقراطيات، حيث لا يتم ترجيح أي صوت بشكل أو بآخر بسبب الخبرة الكامنة وراء اختياره، يمكن أن يكون للناخبين ذوي المعلومات المنخفضة، الذين يتصرفون كبخل معرفي، خيارات واسعة وربما ضارة للمجتمع.
يزعم صامويل بوبكين أن الناخبين يتخذون اختيارات عقلانية باستخدام اختصارات المعلومات التي يتلقونها أثناء الحملات الانتخابية، وعادة ما يستخدمون شيئًا أشبه ببحث سكير . يستخدم الناخبون كميات صغيرة من المعلومات الشخصية لبناء رواية عن المرشحين. وهم في الأساس يسألون أنفسهم: "استناداً إلى ما أعرفه عن المرشح شخصياً، ما هو احتمال أن يكون هذا المرشح الرئاسي حاكماً جيداً؟ ما هو احتمال أن يكون رئيساً جيداً؟" يرتكز تحليل بوبكين على فرضية رئيسية واحدة: يستخدم الناخبون عقلانية المعلومات المنخفضة التي اكتسبوها في حياتهم اليومية، من خلال وسائل الإعلام ومن خلال التفاعلات الشخصية، لتقييم المرشحين وتسهيل الاختيارات الانتخابية.

### اقتصادياً
يمكن أيضًا أن يكون البخلاء المعرفيون أحد المساهمين في معضلة السجين في نظرية الألعاب. لتوفير الطاقة المعرفية، يميل البخلاء المعرفيون إلى افتراض أن الآخرين يشبهون أنفسهم. أي أن المتعاونين المعتادين يفترضون أن معظم الآخرين متعاونون، والمنشقون المعتادون يفترضون أن معظم الآخرين منشقون. أظهرت الأبحاث التجريبية أنه نظرًا لأن المتعاونين يعرضون اللعب في كثير من الأحيان، كما أن زملائهم المتعاونين سيقبلون عرضهم في كثير من الأحيان، فسيكون للمتعاونين مكافأة متوقعة أعلى مقارنة بالمنشقين عند استيفاء شروط حدود معينة.

### الاتصال الجماهيري
يُعزى عادةً نقص الدعم العام تجاه التقنيات الناشئة إلى نقص المعلومات ذات الصلة وانخفاض المعرفة العلمية بين الجمهور. تعتمد وجهة النظر هذه، المعروفة باسم نموذج العجز المعرفي ، على افتراضات مثالية مفادها أن التعليم من أجل محو الأمية العلمية يمكن أن يزيد الدعم العام للعلوم، ويجب أن يكون تركيز التواصل العلمي على زيادة الفهم العلمي بين عامة الناس. ومع ذلك، فإن العلاقة بين المعلومات والمواقف تجاه القضايا العلمية ليست مدعومة تجريبيا.
واستناداً إلى الافتراض القائل بأن البشر هم البخلاء المعرفيون ويميلون إلى تقليل التكاليف المعرفية، فقد تم تقديم عقلانية المعلومات المنخفضةكبديل قائم على التجربة في شرح عملية صنع القرار وتشكيل المواقف. بدلاً من استخدام فهم متعمق للموضوعات العلمية، يتخذ الناس قرارات بناءً على طرق مختصرة أو استدلالات أخرى مثل التحريفات الإيديولوجية أو الإشارات من وسائل الإعلام بسبب الإكراه اللاواعي لاستخدام أكبر قدر ممكن من المعلومات فقط. كلما قلت خبرة المواطنين في قضية ما في البداية، زاد احتمال اعتمادهم على هذه الطرق المختصرة. علاوة على ذلك، يبذل الناس جهدا إدراكياً أقل في شراء معجون الأسنان مقارنة بما يبذلونه عند اختيار سيارة جديدة، وهذا الاختلاف في البحث عن المعلوماتيرجع إلى حد كبير إلى التكاليف.
وبالتالي فإن لنظرية البخل المعرفي آثاراً على إقناع الجمهور: تشكيل المواقف هو منافسة بين أنظمة قيم الناس وحروف الجر (أو مخططاتهم التفسيرية) حول قضية معينة، وكيفية تأطير الخطابات العامة لها. تشير نظرية التأطير إلى أن نفس الموضوع سيؤدي إلى تفسيرات مختلفة بين الجمهور، إذا تم تقديم المعلومات بطرق مختلفة. يرتبط تغيير موقف الجمهور ارتباطاً وثيقاً بإعادة تسمية أو إعادة صياغة قضية معينة. وبهذا المعنى، يمكن تحقيق التواصل الفعال إذا زودت وسائل الإعلام الجماهير بالاختصارات المعرفية أو الاستدلالات التي تتوافق مع مخططات الجمهور الأساسية.

### تقييم المخاطر
إن استعارة البخلاء المعرفي يمكن أن تساعد الناس في استخلاص الدروس من المخاطر، وهي احتمال حدوث حالة غير مرغوب فيها من الواقع. يطبق الأشخاص عددًا من الاختصارات أو الاستدلالات في إصدار الأحكام حول احتمالية وقوع حدث ما، لأن الإجابات السريعة التي تقدمها الاستدلالات غالباً ما تكون صحيحة. ومع ذلك، قد يتم إهمال بعض المزالق في هذه الاختصارات. فيما يلي مثال عملي لطريقة التفكير البخيلة معرفياً في سياق تقييم مخاطر انفجار Deepwater Horizon.
- يجد الناس صعوبة في تصور كيف يمكن أن تتراكم الإخفاقات الصغيرة لتشكل كارثة؛
- يميل الناس إلى الاعتياد على المخاطرة. بسبب الوضع الحالي الذي يبدو سلساً، يقوم الناس بتعديل قبولهم للمخاطر دون وعي.
- يميل الناس إلى الإفراط في التعبير عن إيمانهم وثقتهم في أنظمة النسخ الاحتياطي وأجهزة السلامة.
- ينظر الناس إلى الأنظمة التقنية المعقدة على أنها تتماشى مع هياكل الإدارة المعقدة.
- عندما يهتم الناس بقضية معينة، يميل الناس إلى نشر الأخبار الجيدة وإخفاء الأخبار السيئة.
- يميل الناس إلى التفكير بنفس الطريقة إذا كانوا في نفس المجال (انظر أيضًا غرفة الصدى)، بغض النظر عن موقعهم في التسلسل الهرمي للمشروع.

### علم النفس
كما أن النظرية القائلة بأن البشر بخيلون معرفيا، تلقي الضوء على نظرية العملية المزدوجة في علم النفس. تقترح نظرية العملية المزدوجة أن هناك نوعين من العمليات المعرفية في العقل البشري. وصف دانييل كانيمان هذه بأنها بديهية (النظام 1) واستدلال (النظام 2)، على التوالي.
عند المعالجة باستخدام النظام 1، الذي يبدأ تلقائياً أو بدون تحكم، يبذل الأشخاص القليل من الجهد أو لا يبذلون أي جهد على الإطلاق، ولكن يمكنهم توليد أنماط معقدة من الأفكار. عند المعالجة باستخدام النظام 2، يفكر الأشخاص بنشاط في أفضل السبل لتوزيع الجهد العقلي لمعالجة البيانات بدقة، ويمكنهم بناء الأفكار في سلسلة منظمة من الخطوات. نظاما المعالجة المعرفية هذين ليسا منفصلين ويمكن أن يتفاعلا مع بعضهما البعض. فيما يلي مثال لكيفية تشكيل معتقدات الناس في ظل نموذج العملية المزدوجة.
```
يقوم النظام 1 بإنشاء اقتراحات للنظام 2، مع الانطباعات أو الحدس أو النوايا أو المشاعر.
```

1. إذا وافق النظام 2 على اقتراح النظام 1، فإن تلك الانطباعات والحدس ستتحول إلى معتقدات، وسيتحول الإلهام المفاجئ الناتج عن النظام 1 إلى أفعال طوعية.
2. عندما يسير كل شيء بسلاسة (كما هو الحال غالباً)، يتبنى النظام 2 اقتراحات النظام 1 مع تعديلات قليلة أو معدومة. توجد هنا فرصة لتشكل التحيز، حيث قد يتم تدريب النظام 2 على مراعاة دقة البيانات المستمدة من الملاحظات المجمعة عبر النظام 1 بشكل غير صحيح.

###### يمكن تفعيل عملية الاستدلال للمساعدة في الحدس عندما:
- يُطرح سؤال، لكن النظام 1 لا يقدم إجابة.
- تم اكتشاف حدث ينتهك نموذج العالم الذي يحافظ عليه النظام 1.

توجد صراعات أيضًا في هذه العملية المزدوجة. أحد الأمثلة الموجزة التي قدمها كانيمان هو أنه عندما نحاول عدم التحديق في الزوجين اللذين يرتديان ملابس غريبة على الطاولة المجاورة في أحد المطاعم، فإن رد فعلنا التلقائي (النظام 1) يجعلنا نحدق فيهما، ولكن تظهر الصراعات عندما يحاول النظام 2 التحكم في هذا الأمر. سلوك.
يمكن لنظام المعالجة المزدوج إنتاج أوهام معرفية. يعمل النظام 1 تلقائياً دائمًا، باستخدام أسهل اختصار لدينا، ولكن غالبًا ما يكون به خطأ. قد لا يكون لدى النظام 2 أي دليل على الخطأ. [ بحاجة إلى توضيح ] لا يمكن منع الأخطاء إلا من خلال المراقبة المحسنة للنظام 2، الأمر الذي يكلف عددًا كبيرًا من الجهود المعرفية.

## محددات

#### إغفال الدافع
لم تحدد نظرية البخيل المعرفي في الأصل دور التحفيز. في بحث فيسك اللاحق، تم التعرف على إغفال دور النية في استعارة البخيل المعرفي. يؤثر الدافع على تفعيل واستخدام الصور النمطية والأحكام المسبقة.

### التحديثات والبحث في وقت لاحق

#### تكتيكي متحمس
يميل الناس إلى استخدام الاختصارات الإرشادية عند اتخاذ القرارات. لكن تظل المشكلة أنه على الرغم من أن هذه الاختصارات لا يمكن مقارنتها بالأفكار المجهدة من حيث الدقة، إلا أنه يجب أن يكون لدى الأشخاص معلمة معينة لمساعدتهم على تبني أحد الاختصارات الأكثر ملاءمة. اقترح كروغلانسكي أن الناس عبارة عن مزيج من العلماء الساذجين والبخلاء المعرفيين: فالناس مفكرون اجتماعيون مرنون يختارون بين استراتيجيات معرفية متعددة (على سبيل المثال، السرعة/السهولة مقابل الدقة/المنطق) بناءً على أهدافهم ودوافعهم واحتياجاتهم الحالية.
تشير النماذج اللاحقة إلى أن البخيل المعرفي والعالم الساذج يخلقان قطبين من الإدراك الاجتماعي متجانسين للغاية. وبدلاً من ذلك، يقدم فيسك، وتايلور، وآري دبليو كروجلانسكي وغيرهم من علماء النفس الاجتماعي تفسيراً بديلاً للإدراك الاجتماعي: التكتيكي المتحمس . وفقاً لهذه النظرية، يستخدم الأشخاص إما الاختصارات أو التحليل المدروس استناداً إلى سياق وبروز قضية معينة. بمعنى آخر، تشير هذه النظرية إلى أن البشر هم في الواقع علماء ساذجون وبخلاء معرفياً. بهذا المعنى، يكون الناس استراتيجيين بدلاً من الاختيار السلبي للطرق المختصرة الأكثر سهولة عندما يخصصون جهودهم المعرفية، وبالتالي يمكنهم أن يقرروا أن يكونوا علماء ساذجين أو بخلاء معرفيين اعتماداً على أهدافهم.

## أنظر أيضا
- العقلانية المحدودة
- ناخب ذو معلومات منخفضة
- المنطق الدافع